# Peter Kowald

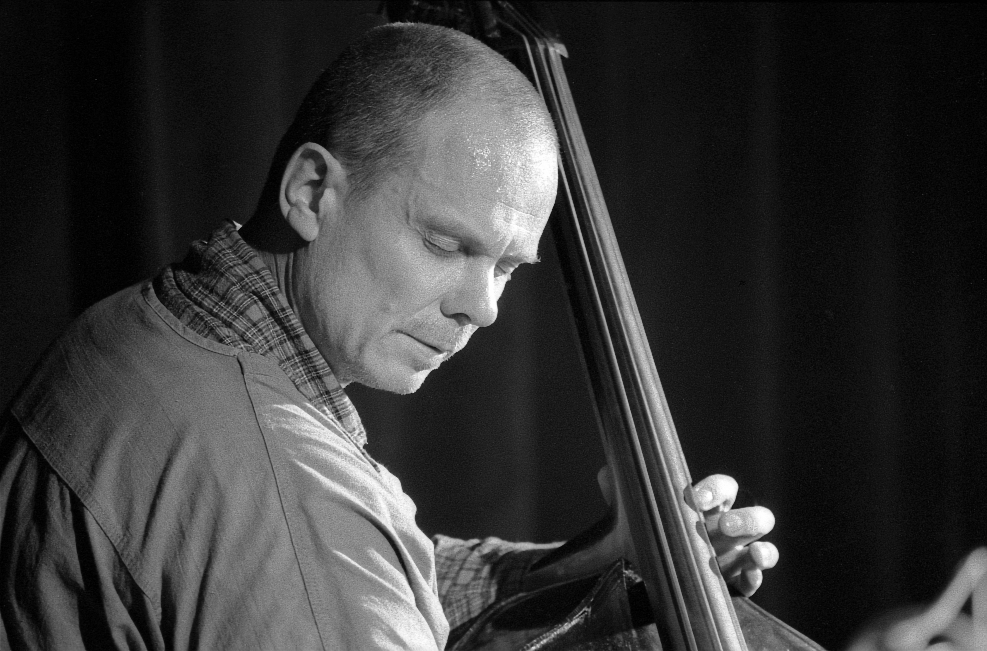
Peter Kowald in den 1990er Jahren in Wuppertal

Peter Kowald (* 21. April 1944 in Masserberg; † 21. September 2002 in New York) war ein deutscher Kontrabassist und Tubist im Bereich Free Jazz und Improvisierte Musik.

## Leben und Wirken
Ab Mitte der 1960er Jahre spielte Kowald mit dem Wuppertaler Peter Brötzmann, ab Ende der 1960er Jahre im Trio mit Irène Schweizer und Pierre Favre, von Anfang an im Globe Unity Orchestra, auch in kleineren Formationen mit Alexander von Schlippenbach, mit dem er zusammen die Free Music Production gründete. Frühzeitig unterhielt Kowald intensive Kontakte zu Improvisatoren aus England, aus Belgien, aus Holland sowie zu Barre Phillips, der ihm wesentliche Impulse für sein Spiel auf dem Kontrabass vermittelte. Kowald arbeitete mit einer großen Zahl von Improvisatoren zusammen – etwa Karl Berger, William Parker, Keith Tippett, Floros Floridis, Joëlle Léandre oder Evan Parker. Immer wieder arbeitete er mit anderen Bassisten und dokumentierte diese Duos; weiterhin nahm er vier Platten/CDs für Kontrabass solo auf. Die Gruppe Principle Life (1990) erweiterte die Zusammenarbeit zweier Bassisten (neben Kowald Klavs Hovmann) um die Schlagzeugerin und Pianistin Marilyn Mazur und die Sängerin Jeanne Lee. Kowald hatte darüber hinaus ein Trio mit Conny Bauer und Günter „Baby“ Sommer. Mit Sommer und dem Trompeter Wadada Leo Smith unternahm er in den späten 1970er Jahren ausgedehnte Europatourneen. In den frühen 1980er Jahren hielt er sich in einem buddhistischen Kloster auf und erlernte den mongolischen Obertongesang.

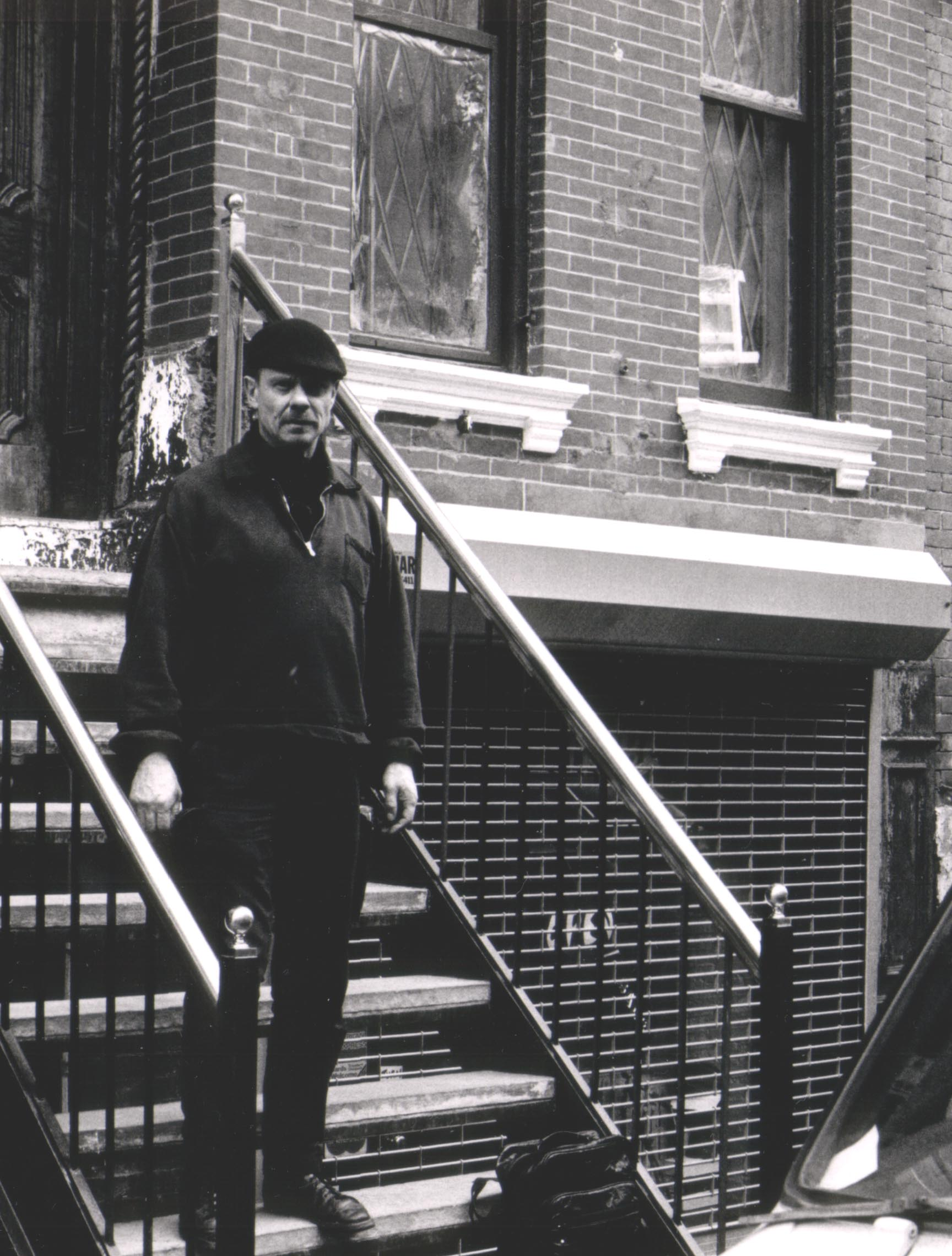
Peter Kowald 1985 in New York, Fotograf: E. Dieter Fränzel

Daneben arbeitete Peter Kowald interdisziplinär mit bildenden Künstlern, Dichtern und vor allem mit Tänzerinnen zusammen. Hier sind besonders Gerlinde Lambeck, Anne Martin (ehemals Pina Bausch Ensemble), Tadashi Endo, Patricia Parker (die auch an der Gründung des Vision Festival beteiligt war), Maria Mitchell, Sally Silvers, Cheryl Banks (ehemals Sun Ra Arkestra), Arnette de Mille, Sayonara Pereira, Barbara Heinisch (Malerin) und Kazuo Ohno zu erwähnen. Zu seinen Ballett-Werken gehören „Die Klage der Kaiserin“ (1989) mit Pina Bausch, „Short pieces“ (seit 1989) mit Jean Sasportes, „The spirit of adventure“ (1990) mit Anastasia Lyra, „Wasser in der Hand“ (1990/91) mit Christine Brunel sowie „Futan no sentaku/The burden of choice“ (1990/91) mit Min Tanaka and Butch Morris.
Neben der Duoarbeit mit Sängerinnen wie Jeanne Lee, Diamanda Galas oder Sainkho Namtchylak stellte für ihn das internationale Improvisationsensemble Global Village Ensemble ein Zentrum der Arbeit dar, dessen Kern neben ihm die Geigerin Gunda Gottschalk und die chinesische Zitherspezialistin Xu Fengxia bildeten; dort arbeitete er mit Musikerinnen und Musikern aus den unterschiedlichsten Kulturregionen der Welt, z. B. aus dem Fernen Osten, Nordamerika oder Südamerika. Seine Solo-CD „Was Da Ist“ wurde im „Penguin Guide to Jazz on CD“ mit der höchsten Auszeichnung, einer Krone, versehen (ebenso wie Brötzmanns Album Machine Gun, an dem er mitwirkte). Kowald erhielt 1995 den Albert-Mangelsdorff-Preis als Repräsentant einer globalen, Differenzen anerkennenden Improvisationskunst.
Kowald sprach zehn Sprachen. Er hinterließ auch eine bemerkenswerte Kunstsammlung. Seine dreimonatige Tournee im Jahr 2000 durch zahlreiche kleine und größere Städte der USA, die er allein mit einem Pickup unternahm, ist Gegenstand eines Dokumentarfilms.
Er starb im September 2002 in New York an einem Herzinfarkt in der Wohnung seines Freundes und Kollegen William Parker. Kowald wurde 58 Jahre alt.

## Diskografie (Auswahl)
- 1966: Alexander von Schlippenbach: Globe Unity (MPS)
- 1967: Peter Brötzmann: For Adolphe Sax (FMP)
- 1973: Globe Unity Orchestra – Live in Wuppertal (FMP)
- 1973: Hot Lotta (Brötzmann, Aaltonen, Kowald, Vesala; Blue Master/Rocket)
- 1979: Leo Smith/Kowald/Sommer: Touch the Earth (FMP)
- 1986: Danny Davis/Takehisa Kosugi/Peter Kowald: Global Village Suite (FMP)
- 1988: Open Secrets (Kontrabass Solo) (FMP)
- 1993: Improvised Songs (JHM; The Remedy mit Sebastian Gramss, Axel Dörner, Matthias Schubert, Tom Cora, Claus Wagner)
- 1996/2003: Duos 1 / Duos 2 (FMP)
- 1998: Fred Anderson Trio – Live at the Velvet Lounge (Okka Disk)
- 2003: Global Village (Free Elephant, rec. 1999–2000)
- 2006: Marco Eneidi, Peter Kowald, Damon Smith, Spirit: Ghetto Calypso (NotTwo, rec. 2000)
- 2011: Julius Hemphill/Peter Kowald: Live at Kassiopeia (NoBusiness)
- 2013:  Kidd Jordan, Alvin Fielder, Peter Kowald: Trio and Duo in New Orleans (NoBusiness)
- 2014: Peter Kowald / Kent Kessler / Fred Lonberg-Holm: Flats Fixed (Corbett vs Dempsey, rec. 1998)
- 2022: Michel Ratté / Peter Kowald / Yves Charuest: Montréal 1985

## Filmografie
- Gegen den Strich – Der Musiker Peter Kowald, WDR 1986 (Film von Anne Linsel, u. a. mit Barbara Heinisch)
- Off the Road, Peter Kowald’s US Tour 2000, Video 002 (Vertrieb FMP)